# 인도사우루스
인도사우루스(Indosaurus, "인도의 도마뱀"이라는 뜻)는 인도에서 발견된 수각류 공룡의 한 속이다. 인도사우루스는 대략 690만년 전, 백악기 후기인 마아스트리치안기에 살았으며 몸무게는 대략 700 kg정도이다.
인도 자발푸르에서 발견된 화석에는 흔치 않게 두꺼운 두개골과 다른 부위의 뼈 파편들이 포함되어 있었다. 두개골은 비록 모든 화석 증거들이 소실되었지만 인도사우루스가 눈 위에 뿔을 가지고 있다는 것을 시사하고 있다. 인도사우루스는 아마 남아메리카 지방의 공룡 카르노타우루스와 근연 관계이 있는 것으로 보인다. 이것이 진실이라면 많은 고생물학자들이 생각해 왔듯 인도 대륙은 10억년 전에는 독립된 대륙이 아니었다는 말이 된다. 이 가설은 가능하다. 그 대신에 두 땅덩어리가 간헐성으로 연결되었을 것이며 양쪽의 공룡들이 서로로 이주할 수 있어야 한다.